# Erika Bjerström
 (juin 2017).
Erika Elisabeth Bjerström, née le 30 juin 1962 et a grandi entre Gävle et l'Argentine, est une journaliste sur SVT. 

## Biographie
Elle a été correspondant à l'étranger, en Union européenne, en Afrique et aux États-Unis. Elle est aussi une écrivaine et conférencier. Auparavant, elle a été une journaliste sur Dagens Nyheter, où elle a travaillé pendant neuf ans, jusqu'en 1997, quand elle a commencé travailler sur SVT. Bjerström a aussi écrit plusieurs livres, plus récemment, Det nya Afrika(2013).

## Sources
- « SVT.se »(Archive.org • Wikiwix • Archive.is • Google • Que faire ?) (consulté le 12 juin 2017)